# Taktser
| Tibetische Bezeichnung                                                              |
| ----------------------------------------------------------------------------------- |
| Tibetische Schrift: སྟག་འཚེར།                                                         |
| Wylie-Transliteration: stag ’tsher                                                  |
| THDL-Transkription: Taktser                                                         |
| Andere Schreibweisen: Taktse, Tagtser (fälschlich häufig „Takster“); Thakpo Langdun |
| Chinesische Bezeichnung                                                             |
| Traditionell: 紅崖村                                                                |
| Vereinfacht: 红崖村                                                                 |
| Pinyin:Hóngyá Cūn (ältere Aussprache: Hóngyái Cūn)                                  |

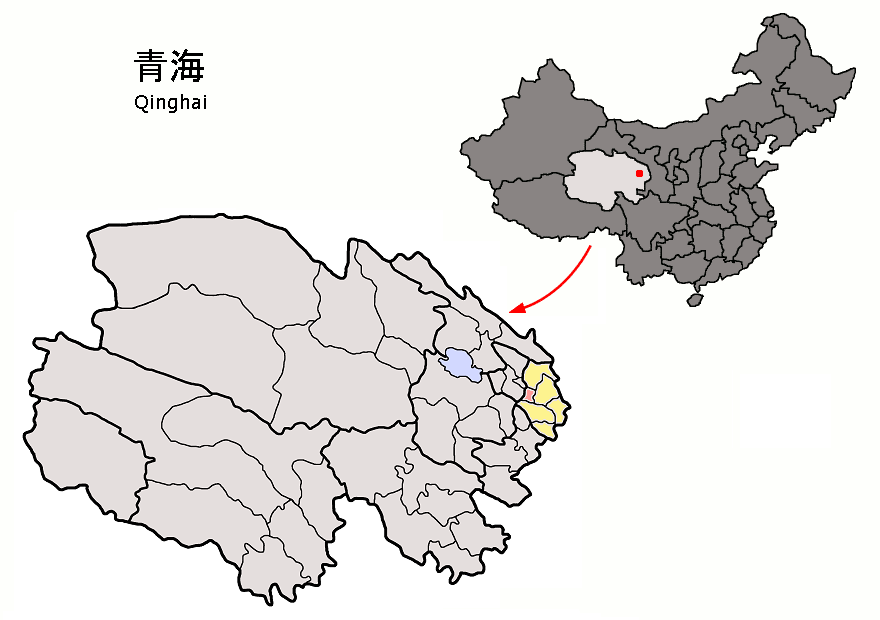
Kreis Ping’an im Regierungsbezirk Haidong der Provinz Qinghai, China

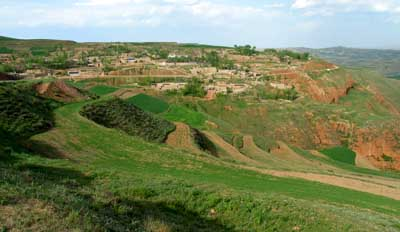
Das Dorf Taktser

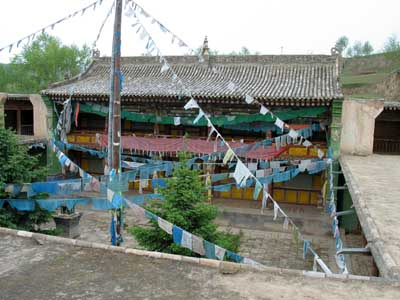
Geburtshaus des 14. Dalai Lama

Taktser ist der tibetische Name des Dorfes Hongya (Hongaizi im örtlichen Dialekt), das zusammen mit 13 anderen Dörfern die Gemeinde Shihuiyao der Hui-Nationalität bildet. Shihuiyao liegt im Kreis Ping’an, der zur Stadt  Haidong der Provinz Qinghai in der Volksrepublik China gehört. Trotz seiner schon seit Jahrhunderten chinesisch sprechenden Umgebung zählt die Gegend zur tibetischen Kulturregion Amdo. Taktser liegt ca. 50 km südöstlich des buddhistischen Kumbum-Klosters und etwa 20 km südwestlich der Großgemeinde Ping’an, dem Regierungssitz des gleichnamigen Kreises 
Als Dorf hat Taktser deswegen Berühmtheit erlangt, weil hier der 14. Dalai Lama geboren wurde. In damaliger Zeit hieß das Dorf Qijiachuan, was „Fluss der Familie Qi“ bedeutet. Qi war der chinesische Sippenname der Familie des Dalai Lama.